# Pythagoraea
Pythagoraea és un gènere d'arnes de la família Crambidae. Conté només una espècie, Pyithagoraea categorica, que es troba a les illes de la Societat.